# Samuel van Emdre
Samuel van Emdre (Utrecht, 26 juli 1746 - Wageningen, 20 juni 1816) was gereformeerd predikant en schrijver.

## Leven
Samuel van Emdre werd in 1746 geboren als zoon van de Utrechtse ziekentrooster Cornelis van Emdre en Everarda van Lokhorst. Hij was getrouwd met Geertruijda Alida Kemink, dochter van de Utrechtse drukker en uitgever Dirk Kemink en Evertje van Kraaijkamp.
Van Emdre werd in 1772 ingeschreven als student theologie te Utrecht, en was vervolgens van 1778 tot 1788 Gereformeerd predikant te Hoornaar en van 1 juni 1788 tot aan zijn emeritaat op 7 mei 1816 te Wageningen.

## Werk
Van Emdre was een actief en veelgelezen kerkelijk schrijver. Voor zijn tijd was hij een verlicht predikant: als aanhanger van de zogenaamde natuurlijke theologie verweet hij zijn gemeenteleden zelfs dat zij nalatig waren in het zich openstellen voor de goddelijke openbaring in de natuur. Ook stelde hij zich verdraagzaam op tegenover andere geloofsrichtingen.
In 1788 werd Van Emdre correspondent van het Haags Genootschap tot Verdediging van de Christelijke Godsdienst, en in 1793 werd hij lid van het Zeeuws Genootschap.

## Publicaties (o.a.)
- Gesprekken over de waarheden van den Christelijken godsdienst, 4 delen, Utrecht 1770.
- Katechismus der H. godgeleerdheid....  2 delen, 4 stukken (Utrecht 1780; meerdere herdrukken).
- Historisch bericht van alle de gezintheden die buiten onze gereformeerde kerk in ons vaderland vrijheid van openbare godsdienstoefening hebben, waarin kortelijk derzelver leerstukken en kerkelijke plegtigheden worden opgegeven (Utrecht 1784; 2de dr. 1786).
- Beginselen der aardklootkunde, gemakkelijk, vermakelijk en nuttig gemaakt (Utrecht 1789).
- Het godsdienstig huisgezin, in gesprekken, tot bevordering van bijbelkennis en godsvrucht, 2 delen (Utrecht 1796).
- Reizen door Palestina in eenige aangename brieven, 2 delen (Utrecht 1797).
- Ophelderingen van eenige stukken in den Heidelbergschen Catechismus (Amsterdam 1803).